# Pas de Morgins
Le pas de Morgins est un col de Suisse situé dans le massif du Chablais, à Morgins, non loin de la frontière franco-suisse, à 1 374 mètres d'altitude. C'est le point de passage de la route reliant Thonon-les-Bains à Monthey entre le val d'Abondance et le val d'Illiez via le val de Morgins.

## Géographie

### Localisation et topographie
Le pas de Morgins est situé dans les Alpes, dans le massif du Chablais, entre le Bec du Corbeau au nord-est et le Velar du Pertuis au sud-ouest. Il relie le val d'Abondance au nord-ouest au val de Morgins au sud-est et plus en aval à la vallée du Rhône via le val d'Illiez à l'est. Administrativement, le col est situé sur la commune suisse de Troistorrents, dans le canton du Valais. En France, la première localité rencontrée est la station-village de Châtel.
Le pas de Morgins présente la forme typique en selle de cheval des cols d'origine glaciaire. Le col topographique s'élève à 1 374 mètres d'altitude au niveau des dernières maisons du village de Morgins, dans une prairie en bordure de route. Le col routier se trouve à environ 200 mètres au nord, à 1 378 mètres d'altitude, sur la route principale 201 ; sa position à l'écart du col topographique s'explique par la présence d'une petite zone humide dans le creux du col — le Pertuis —, contraignant la route à adopter un itinéraire dans des terrains plus secs légèrement à flanc de montagne. Ces deux cols se trouvent en Suisse, contrairement à ce que peuvent laisser penser les panneaux routiers français situés à la frontière, au nord du lac de Morgins, sur un léger seuil, à 1 369 mètres d'altitude,. Ce seuil marque la fin de la légère cuvette dans laquelle se loge le lac dont le niveau moyen se trouve à 1 367 mètres d'altitude et qui se trouve intégralement en Suisse.

### Frontière
Dans le secteur du pas de Morgins, entre le Morclan au nord et la pointe du Midi au sud, la frontière entre la France et la Suisse ne suit pas la ligne de crête comme elle le fait majoritairement le long de son tracé dans sa partie alpine, entre le Léman et le massif du Mont-Blanc,. Ainsi, au niveau du col, plutôt que de descendre sur l'adret du Bec du Corbeau au nord, de passer par le col topographique en bordure du village de Morgins puis d'obliquer vers l'ouest-sud-ouest pour atteindre la crête entre la pointe du Midi et le Velar du Pertuis, la frontière passe sur le flanc ouest du Bec du Corbeau, passe au nord du col et du lac de Morgins pour arriver au sommet de la pointe du Midi et suivre de nouveau la crête,.
Une borne frontière datant de 1737 se trouve sur le petit seuil du lac de Morgins, au nord du col.

## Cyclisme

### Tour de France
Le pas de Morgins a été emprunté à 7 reprises par le Tour de France. Voici les coureurs qui l'ont franchi en tête.
| Année | Étape | Catégorie | Premier au sommet   | Sens          |
| ----- | ----- | --------- | ------------------- | ------------- |
| 2022  | 9e    | 1         | Bob Jungels         | depuis Suisse |
| 1997  | 16e   | 3         | Frank Vandenbroucke | depuis France |
| 1988  | 11e   | 1         | Ludo Peeters        | depuis Suisse |
| 1985  | 11e   | 1         | Luis Herrera        | depuis Suisse |
| 1984  | 20e   | 3         | Theo de Rooij       | depuis France |
| 1978  | 18e   | 3         | Mariano Martinez    | depuis France |
| 1977  | 16e   | 3         | Paul Wellens        | depuis Suisse |

### Critérium du Dauphiné
Le pas de Morgins a été monté plusieurs fois par le critérium du Dauphiné.
| Année | Étape | Catégorie | Premier au sommet    | Sens          |
| ----- | ----- | --------- | -------------------- | ------------- |
| 2019  | 8e    | 3         | Sepp Kuss            | depuis France |
| 2014  | 7e    | 2         | Alessandro de Marchi | depuis France |
| 2013  | 1re   | 1         | Jean-Marc Bideau     | depuis Suisse |

### Tour de Romandie
Sur le Tour de Romandie 2016, une partie du versant suisse du pas de Morgins a été grimpée lors de la 2e étape. Cependant l'arrivée a été jugée à Morgins, à 1,5 km en contrebas du col. Nairo Quintana a accéléré dans cette ultime ascension avec Ilnur Zakarin et a distancé les autres favoris. Zakarin a franchi en premier la ligne d'arrivée mais a été déclassé par les commissaires pour avoir gêné lors du sprint le coureur colombien qui a endossé par la même occasion le maillot de leader.